# Округ Травис (Тексас)
Округ Травис (енгл. Travis County) је округ у америчкој савезној држави Тексас. По попису из 2010. године број становника је 1.024.266.

## Демографија
Према попису становништва из 2010. у округу је живело 1.024.266 становника, што је 211.986 (26,1%) становника више него 2000. године.
| Група             | 2000.           | 2010.           |
| Белци             | 457.817 (56,4%) | 517.644 (50,5%) |
| Афроамериканци    | 75.247 (9,3%)   | 87.308 (8,5%)   |
| Азијати           | 36.286 (4,5%)   | 59.333 (5,8%)   |
| Хиспаноамериканци | 229.048 (28,2%) | 342.766 (33,5%) |
| Укупно            | 812.280         | 1.024.266       |